# Siatka pojęciowa
Siatka pojęciowa – zbiór powiązanych ze sobą pojęć z danej dziedziny nauki lub z dorobku naukowego danego uczonego. 
„Pisma te są kluczem do zrozumienia myśli Webera w ogóle. To, co w pracach naukowych znalazło wyraz w formie stłumionej przez wymóg naukowej obiektywności, tu zostaje wypowiedziane z niezwykłą wyrazistością, pozwalającą dotrzeć do najgłębiej leżących założeń i przekonań. W świetle artykułów politycznych innego sensu nabierają rozwinięte przez Webera typologie i przeprowadzone analizy. Skonstruowana przez niego niezmiernie złożona i subtelna siatka pojęciowa, pozornie neutralne i ponadczasowe typy idealne, służące mu do opisu procesu rozwoju społecznego, ujawniają swoje znaczenie filozoficzne i polityczne.” – pisze Zdzisław Krasnodębski o pracach Maxa Webera zawartych w tomie Polityka jako zawód i powołanie.
Jest jedną – obok terminologii naukowej, metody naukowej i metod badań naukowych – z teoretycznych podstaw prowadzenia pracy naukowej i gromadzenia wiedzy.
W podobnym znaczeniu używane jeat określenie „siatka terminologiczna”, czyli zbiór powiązanych ze sobą terminów z danej dziedziny wiedzy.

## Cechy siatki pojęciowej
- Pozwala opisać i uporządkować wiedzę naukową w sposób jasny i przydatny wszystkim zainteresowanym jej poznaniem.

- Składa się z pojęć. Najważniejsze pojęcia w danej dziedzinie nauki określane są jako kategorie (na przykład w politologii kategoria systemu politycznego, w socjologii kategoria wielkiej grupy społecznej). Stanowią one kluczowe węzły w siatce pojęciowej.

- Ulega ciągłym zmianom, dodawane są do niej nowe pojęcia, a istniejące już są coraz szerzej opisywane.

- Służy naukowcom do precyzyjnego opisu badanych przez nich zjawisk z punktu widzenia ich dziedziny nauki. To samo zjawisko może być w różnych naukach – a nawet w różnych szkołach naukowych – opisywane za pomocą różnych pojęć.

## Podstawowa siatka pojęciowa
Zbiór najważniejszych pojęć z danej dziedziny wiedzy jest określany jako podstawowa siatka pojęciowa. 
Podczas poznawania danej dziedziny wiedzy wyodrębnienie i zapoznanie się z podstawową siatką pojęciową jest podstawą do zrozumienia wyników badań naukowych i publikacji naukowych. Najbardziej syntetyczne przedstawienie siatki pojęciowej znajduje się w podręcznikach akademickich.

## Interpretacja i integracja
W naukach społecznych odmienne siatki pojęciowe stosowane przez różnych uczonych rodzą problemy z interpretacją ich badań i trudności w wykorzystaniu ich w badaniach własnych. Dlatego w badaniach naukowych szczególną uwagę należy poświęcić ustaleniu znaczenia terminów, którymi się posługuje i konsekwentnemu ich stosowaniu. 
Siatka pojęciowa powinna być spójna, jednolita; w obrębie danej pracy czy całej teorii naukowej należy się posługiwać pojęciami w tym samym znaczeniu. Trudność sprawia zintegrowanie pojęć tworzonych lub wykorzystywanych w pracach różnych uczonych, w ramach prezentowanych przez nich koncepcji, jako że często posługują się odmienną nazwą danego pojęcia lub odmiennym rozumieniem danego pojęcia albo wprowadzają zupełnie nowe pojęcia.
Siatka pojęciowa i wchodzące w jej skład pojęcia są przedmiotem rozważań metodologicznych. „Jaki więc charakter i status powinno mieć pojęcie systemu politycznego w siatce pojęciowej nauki o polityce?” – pyta Alfred Lutrzykowski w swej pracy wskazującej na konieczność ustalenia precyzyjnego ustalenia zakresu znaczeniowego kategorii pojęciowych systemu politycznego, politycznej organizacji społeczeństwa i ustroju politycznego.